# 泸水角蟾
泸水角蟾（学名：Boulenophrys lushuiensis），一种于中华人民共和国云南省泸水市鲁掌镇古炭河发现的两栖动物，隶属于角蟾科布角蟾属。

## 形态特征
泸水角蟾雄蟾体长31～34.8毫米。身体背面皮肤相对光滑，呈褐色，眶间具有镶浅色边的深褐色三角形斑，后部与体背的模糊“>-<”形深棕色斑相接；四肢背面具有深棕色横纹；咽、胸部紫灰色，腹部象牙色，中央散布十多个不规则深色斑，在腹侧具4到5个大的深色斑。